# Lewis Miley
Lewis Miley, né le 1er mai 2006 à Stanley en Angleterre, est un footballeur anglais qui évolue au poste de milieu de terrain à Newcastle United.

## Biographie

### En club
Né à Gateshead en Angleterre, Lewis Miley est formé par Newcastle United. Le 1er mai 2023, jour de ses 17 ans, Miley signe son premier contrat professionnel avec Newcastle.
Il joue son premier match en professionnel le 28 mai 2023, lors d'une rencontre de Premier League contre le Chelsea FC. Il entre en jeu et les deux équipes se séparent sur un score de un partout,.
Le 7 novembre 2023, il fait sa première apparition en Ligue des champions, à l'occasion d'un match de groupe face au Borussia Dortmund. Il entre en jeu à la place de Joe Willock et son équipe est battue par deux buts à zéro,. Miley inscrit son premier but en professionnel le 16 décembre 2023, à l'occasion d'une rencontre de championnat contre le Fulham FC. Entré en jeu à la place de Joelinton, sorti sur blessure en première période, le jeune milieu de 17 ans ouvre le score et participe ainsi à la victoire de son équipe par trois buts à un. Ce but fait de lui le plus jeune joueur à marquer dans une rencontre de Premier League pour Newcastle.
Le 29 janvier 2024, après être devenu un joueur régulier de l'équipe première, Miley prolonge son contrat avec Newcastle United, dont la durée n'est pas divulguée.

### En sélection
Lewis Miley représente l'équipe d'Angleterre des moins de 17 ans à partir d'août 2022. Il contribue notamment à la qualification de cette sélection pour le championnat d'Europe des moins de 17 ans en étant titularisé le 25 mars 2023 contre l'Irlande du Nord, avec une victoire par deux buts à zéro des Anglais.

## Statistiques détaillées

### En club
| Saison                | Club                  | Championnat           | Championnat | Championnat | Championnat | Coupe nationale | Coupe nationale | Coupe nationale | Coupe de la Ligue | Coupe de la Ligue | Coupe de la Ligue | Compétition(s) continentale(s) | Compétition(s) continentale(s) | Compétition(s) continentale(s) | Compétition(s) continentale(s) | Total | Total | Total |
| Saison                | Club                  | Division              | M.          | B.          | P.d.        | M.              | B.              | P.d.            | M.                | B.                | P.d.              | Comp.                          | M.                             | B.                             | P.d.                           | M.    | B.    | P.d.  |
| 2022-2023             | Newcastle United      | Premier League        | 1           | 0           | 0           | -               | -               | -               | -                 | -                 | -                 | -                              | -                              | -                              | -                              | 1     | 0     | 0     |
| 2023-2024             | Newcastle United      | Premier League        | 17          | 1           | 2           | 4               | 0               | 0               | 2                 | 0                 | 0                 | C1                             | 3                              | 0                              | 2                              | 26    | 1     | 4     |
| 2024-2025             | Newcastle United      | Premier League        | 14          | 1           | 0           | 3               | 1               | 0               | 2                 | 0                 | 0                 | -                              | -                              | -                              | -                              | 19    | 2     | 0     |
| 2025-2026             | Newcastle United      | Premier League        | 1           | 0           | 0           | 0               | 0               | 0               | 0                 | 0                 | 0                 | C1                             | -                              | -                              | -                              | 1     | 0     | 0     |
| Total sur la carrière | Total sur la carrière | Total sur la carrière | 33          | 2           | 2           | 7               | 1               | 0               | 4                 | 0                 | 0                 | -                              | 3                              | 0                              | 2                              | 47    | 3     | 4     |